# Мойсил, Юлиу
Юлиу Мойсил (рум. Iuliu Moisil; 19 мая 1859, Нэсэуд, Австрийская империя — 28 января 1947, Нэсэуд, Румыния) — румынский писатель, публицист и педагог.

## Биография
Юлиу Мойсил родился в Нэсэуде, в регионе Трансильвания. Его отец Григоре Мойсил был священником, а племянник Константин Мойсил стал впоследствии известным историком. Будучи грекокатоликом Юлиу посещал начальную школу в своём родном городе, а затем и местную среднюю школу. Затем он поступил в Венский технический университет, где изучал промышленную химию и естественные науки. Во время студенчества он был также активным членом общества România Jună. Он вернулся домой в 1885 году, затем недолгое время пробыл в управляемой австрийцами Буковине, а в 1886 году стал учителем физики в средней школе Раду Гречяну в Слатине. В 1894 году Мойсил был переведён в среднюю школу Тудор Владимиреску в Тыргу-Жиу. В следующем году он был назначен её директором и руководил строительством постоянного здания школы. Он основал журнал Amicul tinerimii в 1896 году, возглавляя его до 1899 года, а впоследствии возродив его издание в Бухаресте. Мойсил также основал общинный банк «Cerbul» в 1897 году и занимал должность его президента. Он помог основать музей Горжа в 1900 году. В том же году Мойсил создал первую в Олтении школу традиционной румынской керамики.
В 1906 году Мойсил перебрался в Бухарест, столицу страны, где участвовал в подготовке Всерумынской выставки. С 1906 по 1910 год он работал секретарём в Музее этнографии и национального искусства. Затем он был библиотекарем Педагогического музея в 1910 году, а в 1921 году стал его директором. В 1911 году Мойсил получил румынское гражданство и поддерживал связи с румынами в Трансильвании, возглавляя в Олтении отделение Культурной лиги объединения всех румын с 1892 года. Он приветствовал присоединение Трансильвании и Буковины к Румынии, состоявшееся в 1918 году.
В 1931 году он вернулся в Нэсэуд, где вместе с Вирджилом Шотропой и Юлианом Марцианом участвовал в создании Военного пограничного музея, городского отделения библиотеки Румынской академии и местного филиала Национального архива Румынии. До конца своей жизни Юлиу Мойсил возглавлял отделение Трансильванской ассоциации румынской литературы и народной культуры Румынии (ASTRA) в Нэсауде. В последние годы своей жизни он редактировал большую часть своих сочинений о видных местных деятелях, опубликовав их в двух томах в 1937 и 1939 годах. Он перевёл на румынский автобиографию Хелен Келлер «История моей жизни» и работу Роя Чепмена Эндрюса «По следам древнего человека». В целом, он оставил около тысячи публикаций по широкому кругу тем. Среди журналов, в которых он издавался, были Buletinul Societății Române de Geografie, Convorbiri Literare, Arhivele Olteniei, Arhiva Someșană и Vatra.
Будучи номинированным Димитрие Густи Юлиу Мойсил был избран почётным членом Румынской академии в мае 1943 года. В 1907 году ему было присвоено звание рыцаря ордена Короны Румынии.